# Joseph Mezzara
Joseph Ernest Amédée Mezzara né à New York le 2 mars 1820 et mort à Paris le 12 juillet 1901, est un sculpteur franco-américain.

## Biographie

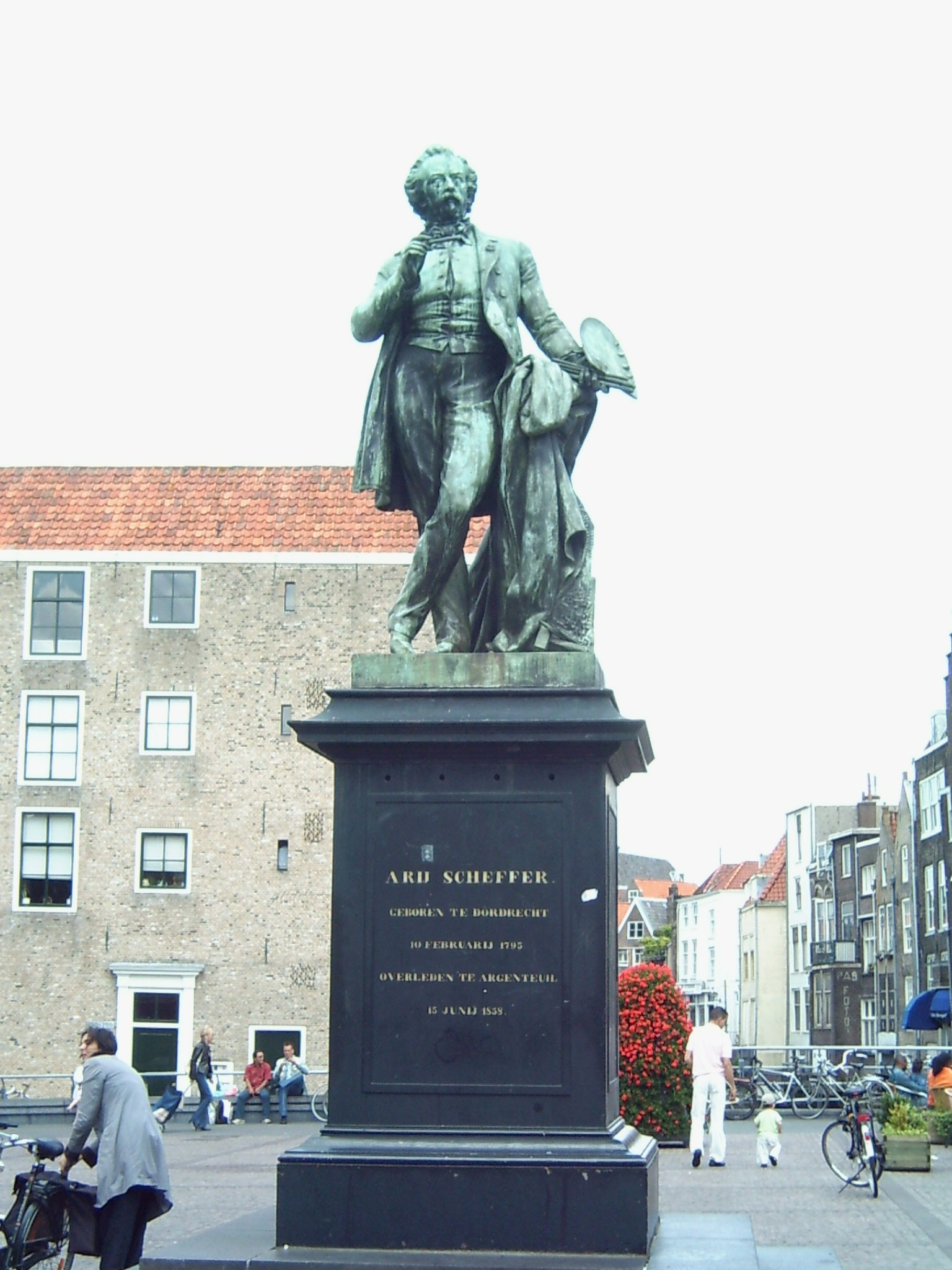
Monument à Ary Scheffer (1862), Dordrecht.

Joseph Mezzara est le fils de Thomas François Gaspard Mezzara (1774-1845) et de Marie Angélique Foulon, tous les deux peintres. La famille Mezzara séjourne alternativement en France et aux États-Unis, mais c’est à Paris que Joseph Mezzara passe la plus grande partie de sa jeunesse.
Il prend des leçons auprès du peintre Jean-Pierre Granger, du sculpteur Pierre-Jean David d'Angers et du peintre Ary Scheffer. Entre 1852 et 1875, il participe plusieurs fois au Salon de Paris. Un de ses élèves est Ferdinand Leenhoff, grâce auquel il fait la connaissance de sa sœur Mathilde qu’il épousera en 1856, devenant ainsi le beau-frère de Suzanne et d'Édouard Manet.
Après la mort de son maître Scheffer en 1858, un projet de monument en mémoire de ce peintre est prévu pour sa ville natale, Dordrecht. Le projet initial d'Auguste Bartholdi déplaît à Cornélia Scheffer, la fille du peintre. Elle en conçoit un nouveau avec Mezzara. C'est le premier monument consacré à un artiste contemporain aux Pays-Bas. Il est inauguré en 1862, en présence du sculpteur. En 2001, il est classé comme monument national.
Joseph Mezzara meurt à Paris 12 juillet 1901.

## Œuvres
- Monument à Ary Scheffer (1862), Dordrecht, place Scheffer.
- Buste d’Alfred de Musset (1868), Paris, foyer de la Comédie-Française.